# Thermocline

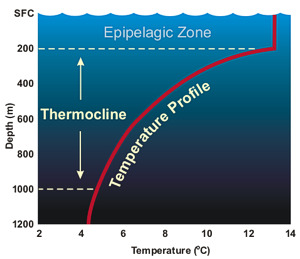

De thermocline, spronglaag of inversielaag is de aanduiding van een overgang tussen twee lagen water met verschillende temperatuur en dichtheid, bijvoorbeeld in meren of oceanen.
Het water onder de thermocline heeft een andere temperatuur dan de laag erboven. De dichtheid van water verloopt niet-lineair met de temperatuur; water heeft zijn grootste dichtheid bij 4°C, bij hogere of lagere temperatuur is de dichtheid lager, waardoor de lagen alleen op contactvlak mengen.
Water is niet volledig transparant, de zon warmt de bovenste laag langzaam op. Omdat warmer water lichter is dan kouder water (tot 4°C) blijft het warmere water aan de oppervlakte. Wind en stroming mengen het water, waardoor de warmte zich verspreidt. In stilstaand en beschut water (plas/meer) en diep water (oceaan) vindt veel minder menging plaats, waardoor de gelaagdheid stabiel is. In het najaar en de winter, of door aanhoudende wind (verdamping), koelt de bovenlaag weer af (waardoor dit water weer daalt en mengt). De gehele watermassa kan dan weer eenzelfde temperatuur krijgen. De watermassa "keert zich om". In de zomer is de scheiding tussen de lagen redelijk stabiel.
Een thermocline is optisch waarneembaar als een laagje troebel water met wervelingen. Duikers zien dat op deze scheidslijn zich ook nogal eens een stoflaagje ontwikkelt. De thermocline kan in dikte verschillen, afhankelijk van het temperatuurverschil en de bewegelijkheid van de watermassa (volkomen stilstaand water heeft een dunnere thermocline). Door het verschil in dichtheid en de verzameling van stof in de thermocline is de laag ook waarneembaar met sonar.
In de oceanen ligt de permanente thermocline op ongeveer 50-100 meter diepte, daarboven heeft de zon invloed op de temperatuur van het water (zie ook de absorptie van (zon)licht in water). Onder de thermocline blijft de temperatuur dalen met het toenemen van de diepte, maar dit gaat veel geleidelijker. In de oceanen bevindt 90% van het water zich onder de thermocline. De diepzee bestaat eveneens uit lagen van gelijke temperatuur (en dichtheid).
De verschillen in dichtheid van het water kunnen ook door andere dan thermische oorzaken ontstaan, bijvoorbeeld door verschillen in zoutgehalte van het water. Dit is bijvoorbeeld waarneembaar bij de mondingen van rivieren in zee. Zoet water is namelijk lichter dan zout water.